# Latinio
El latinio es un metal ficticio, del universo Star Trek, usado como moneda corriente por el pueblo y raza ferengi, del planeta Ferenginar, aunque tiene valor para otras razas que suelen tener contacto con los ferengi.
En su estado puro, es un líquido de color plateado. En esta forma es tremendamente valioso, y dada la dificultad de manipularlo en este estado, se amalgama con el oro para producir laminas de oro prensado y latinio, las cuales pueden acuñarse como fichas, barras o lingotes.
Es tóxico; si es ingerido, no importa el motivo, puede producir deformidad ósea y pérdida del cabello (ver Morn: DS9).
Sinónimos y nombres usados para el latinio: oro prensado, latinum, latinio dorado.
Los grandes potentados ferengi, en especial el gran Nagus, gustan de hacer utensilios de este metal: sillas, papel tapiz, estatuas, figuras, afiladores de dientes, incluso botes de basura.
Referencias culturales:
En la religión ferengi, la tesorería divina, adonde van las almas de los ferengi acaudalados, está hecha de latinio (no se sabe si en su forma pura o aleado con oro)
El mango del bastón del Gran Nagus (cuya cabeza es una reproducción de la del primer gran Nagus) está hecho de oro y latinio.
- Datos: Q3827502